# توسکای سبز
توسکای سبز (نام علمی: Alnus viridis) نام یک گونه از سرده توسکا است.